# Port lotniczy Rimini
Port lotniczy Rimini (IATA: RMI, ICAO: LIPR) – międzynarodowy port lotniczy położony w Miramare 8 km od centrum Rimini i 16 km od San Marino. Port lotniczy nosi imię włoskiego filmowca Federica Felliniego.

## Kierunki lotów i linie lotnicze
| Linia Lotnicza | Kierunek |
| -------------- | --- |
| Air Baltic     | Sezonowo: 1. Ryga |
| Luxair         | Sezonowo: 1. Luksemburg                                                                                                   |
| Neos           | Sezonowo: 1. Dżerba 2. Rodos 3. Szarm el-Szejk                                                                            |
| Ryanair        | 1. Cagliari Sezonowo: 1. Budapeszt 2. Kowno 3. Kraków 4. Londyn-Stansted 5. Palermo 6. Praga 7. Wiedeń 8. Warszawa-Modlin |
| Wizz Air       | 1. Tirana |